# Dakishimeru
Singles de BoA
Make a Secret
(2005) Everlasting
(2006)
Dakishimeru est le 18e single de BoA sorti sous le label Avex Trax le 9 novembre 2005 au Japon. Il atteint la 9e place du classement de l'Oricon et reste classé 11 semaines pour un total de 58 436 exemplaires vendus. La chanson Dakishimeru se trouve sur l'album Outgrow.

## Liste des titres
| 1. | Dakishimeru (抱きしめる)                     |  |
| 2. | Before you said goodbye to me                |  |
| 3. | Dakishimeru (Instrumental) (抱きしめる)      |  |
| 4. | Before you said goodbye to me (Instrumental) |  |